# Addy-Waku Menga
Pour les articles homonymes, voir Menga.
Ardiles-Waku Menga, né le 28 septembre 1983 à Kinshasa, est un joueur professionnel de football de la République démocratique du Congo, qui joue au poste d'attaquant.
Menga grandit en Allemagne. Il commence sa carrière professionnelle en 2001 avec le VfL Osnabrück, où il est meilleur buteur de la saison 2006-2007 avec 15 buts. 

## Carrière
- 2001-2007 :  VfL Osnabrück
- 2007-2008 :  FC Hansa Rostock
- 2009-2010 :  Werder Brême
- 2010-actuel :  SV Wehen Wiesbaden

## International
Il compte actuellement une sélection pour la République démocratique du Congo.